# John Blake (Fechter)
John Percy „Jack“ Blake (* 13. November 1874 in London; † 19. Dezember 1950 ebenda) war ein britischer Degenfechter und Politiker.

## Leben
John Blake nahm an drei Olympischen Spielen teil: bei den Olympischen Spielen 1908 in London schied er in der Einzelkonkurrenz ebenso in der Vorrunde aus, wie auch 1912 in Stockholm. Im Mannschaftswettbewerb gelang ihm 1912 dagegen mit Edgar Amphlett, Edgar Seligman, Percival Davson, Arthur Everitt, Cecil Haig, Martin Holt und Robert Montgomerie der Gewinn die Silbermedaille. 1920 kam er in Antwerpen in der Einzelkonkurrenz abermals nicht über die Vorrunde hinaus, während er mit der britischen Equipe Siebter wurde. Mit dem Degen wurde Blake 1911 britischer Meister.
Von 1919 bis 1931 und nochmals von 1934 bis 1946 saß er im London County Council. Von 1942 bis 1943 war er dessen Chairman.